# Alan Wake
Alan Wake je počítačová hra žánru third-person shooter vyvinuta studiem Remedy Entertainment a vydaná Microsoft Studios v roce 2010 pro Xbox 360. Verze pro Windows vyšla v roce 2012 na platformě Steam. V říjnu 2021 vyšla remasterovaná verze hry pro PlayStation 4, PlayStation 5, Xbox One, Xbox Series X/S a Windows (Epic Games Store). V říjnu 2022 vyšla remasterovaná verze i pro Nintendo Switch.
Příběh sleduje úspěšného spisovatele thrillerů Alana Wakea, který se snaží odhalit záhadu za zmizením jeho ženy během jejich společné dovolené v malém fiktivním městečku Bright Falls ve státě Washington. Během jeho pátrání je svědkem podivných událostí, jelikož události příběhu novely, kterou napsal on sám, se stávají součástí jeho reality.
Vyprávění hry Alan Wake je svým tempem a strukturou podobné televizním thriller seriálům. Hra obsahuje šest epizod a příběh dále pokračuje ve dvou speciálních epizodách The Signal a The Writer, které byly původně vydané jako DLC ve stejném roce kdy hra vyšla. V roce 2012 vyšla další hra ze série Alan Wake's American Nightmare, která funguje jako samostatný spin-off.
V roce 2020 vydalo Remedy Entertainment DLC ke hře Control s názvem AWE, které poodhalilo další události příběhu týkajících se Alana Wakea.
Pokračovaní hry Alan Wake 2 vyšlo v říjnu 2023.

## Děj
Alan Wake je úspěšný spisovatel, který však poslední dva roky nedokázal napsat ani řádku. Inspiraci a uklidnění napjaté atmosféry chce společně s manželkou najít nedaleko ležícího městečka Bright Falls, kde si uprostřed krásné přírody pronajme chatu. Chvíli po příjezdu je jeho manželka záhadně unesena a Wake se ji pokusí zachránit z jezera, kde mizí její stopa.
Probouzí se o týden později sám na lesní silnici po autonehodě a cestou zpět do civilizace začne nacházet stránky románu, který popisuje jeho aktuální a budoucí zážitky a jehož autorem je údajně on sám. Později zjistí, že po něm jde síla temnoty. Wake tedy musí bojovat proti temnotě a zachránit svou ženu Alice.

## Prequel
Ke hře tvoří prequel šestidílný thriller Bright Falls.